# Église Saint-Sauveur de Québec
Pour les articles homonymes, voir Église Saint-Sauveur.
L’église Saint-Sauveur de Québec est une église située dans le quartier Saint-Sauveur de l'arrondissement La Cité-Limoilou à Québec, au Québec.

## Histoire

### Église précédente

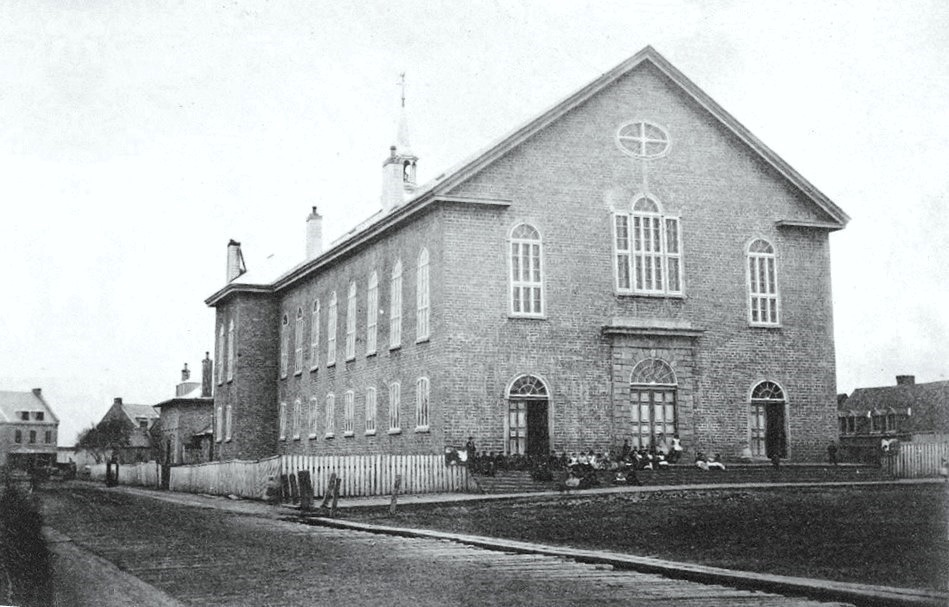
Première église

En juillet 1850, l'archevêque de Québec Joseph Signay autorise la construction d'une église succursale de l'église Saint-Roch dans le quartier voisin de Saint-Sauveur, dont la démographie a explosé à la suite de l'incendie de 1845. Cette première église, conçue par l'architecte Michel Patry, mesure 45 mètres sur 21. Elle est ouverte au culte le 29 juin 1853. Les pères Oblats de Marie-Immaculée prennent en charge la vie religieuse de Saint-Sauveur. L'église est cependant détruite quelques années plus tard en 1866, lors du Grand incendie de Québec.

### Église actuelle
L'église actuelle est bâtie à partir des restes de la première église. Les anciens murs sont réutilisés, ce qui aura pour effet de conserver l'aspect traditionnel et simple de l'église initiale. L'orgue et la chaire sont livrés en 1873. Cependant, la façade est totalement redessinée. Le clocher, inspiré de l'église de la Sainte-Trinité de Paris, doté d'une horloge et surmontant une tour maçonnée, est construit en 1892. Vers la même époque, le peintre Charles Huot y termine la création des œuvres imposantes couvrants les plafonds et les murs. En 1898, Delphis-Adolphe Beaulieu est chargé de la conception des vitraux de la nef. L'intérieur de l'église est parachevé entre 1867 et 1900.
Le 8 août 2017, le ministre Luc Fortin annonce que l'église fait partie d'une courte liste de huit églises qui profitera d'un fonds de 15 M$ sur 10 ans. 
Le 28 août 2017, un affaissement du clocher est signalé et force la fermeture de l'église ainsi que d'une partie de l'avenue des Oblats et de la rue Boisseau. Le clocher est complètement démonté à la fin août 2017. À l'automne 2021, la paroisse reçoit une subvention de 1,5 million de dollars de la part de la Ville pour rénover le clocher. Le sociofinancement permet également d'ajouter 80 000$ au montant. Les travaux devraient débuter au printemps 2023. 

## Galerie

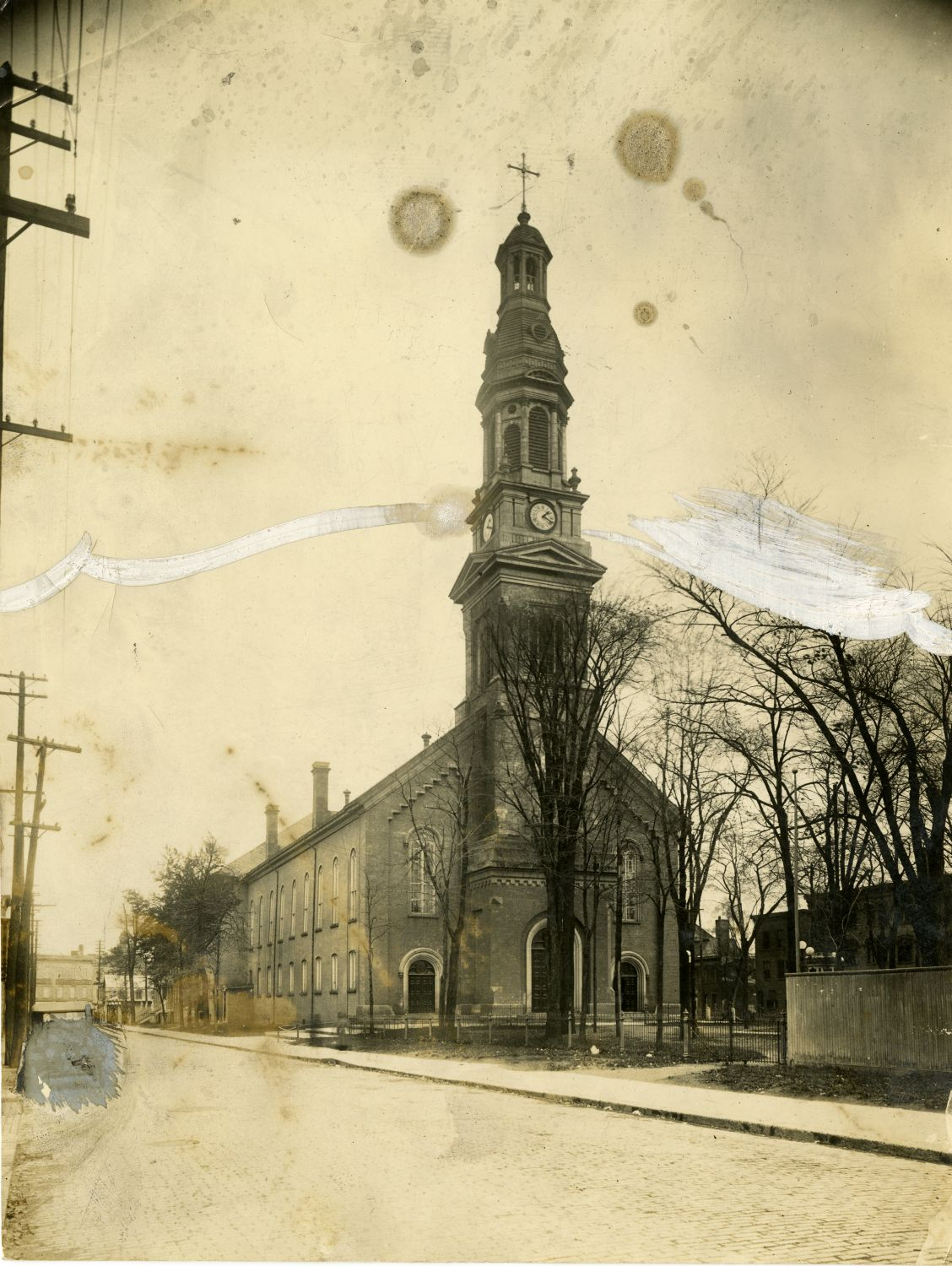
Extérieur en 1900
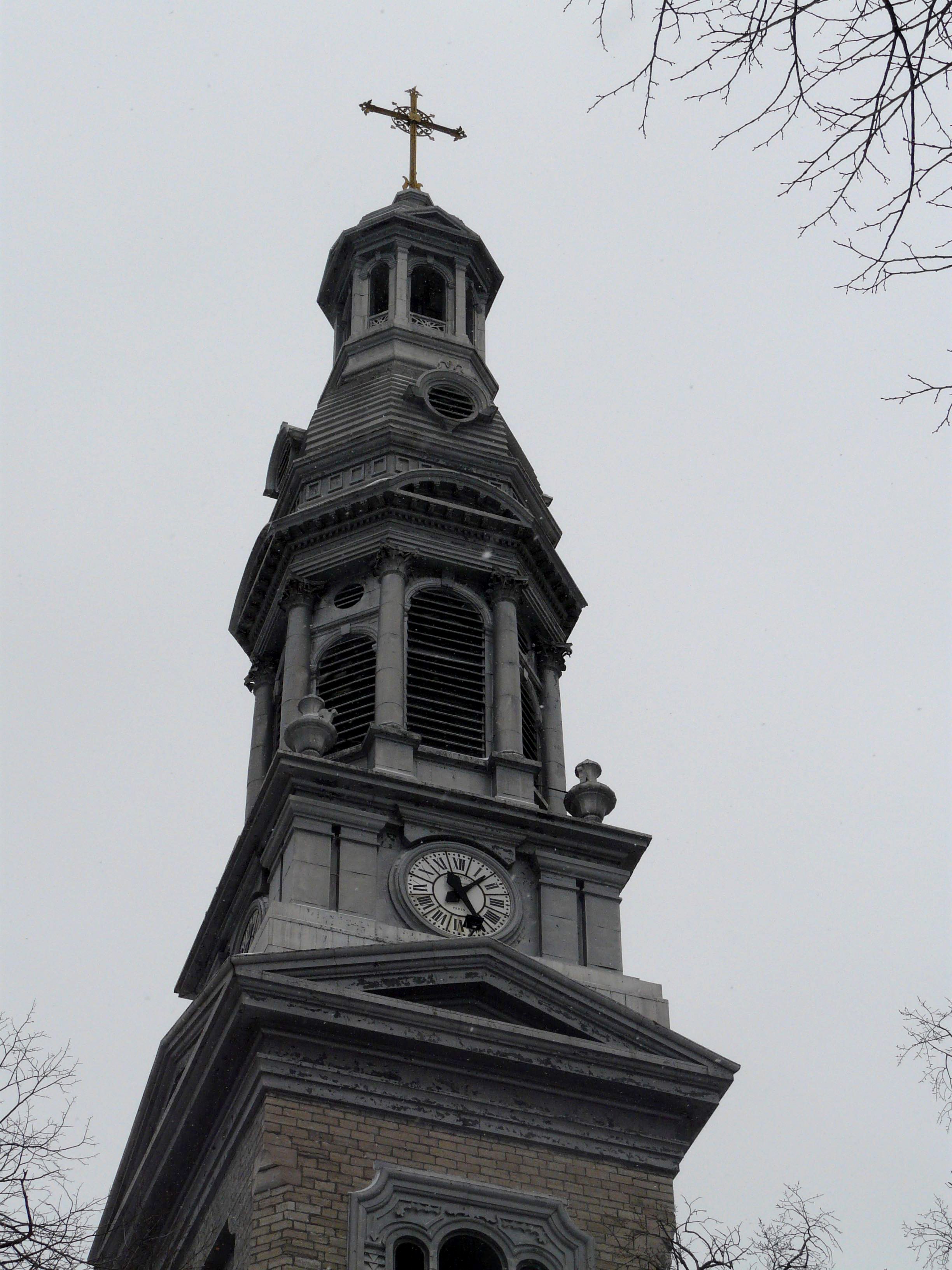
Détail du clocher
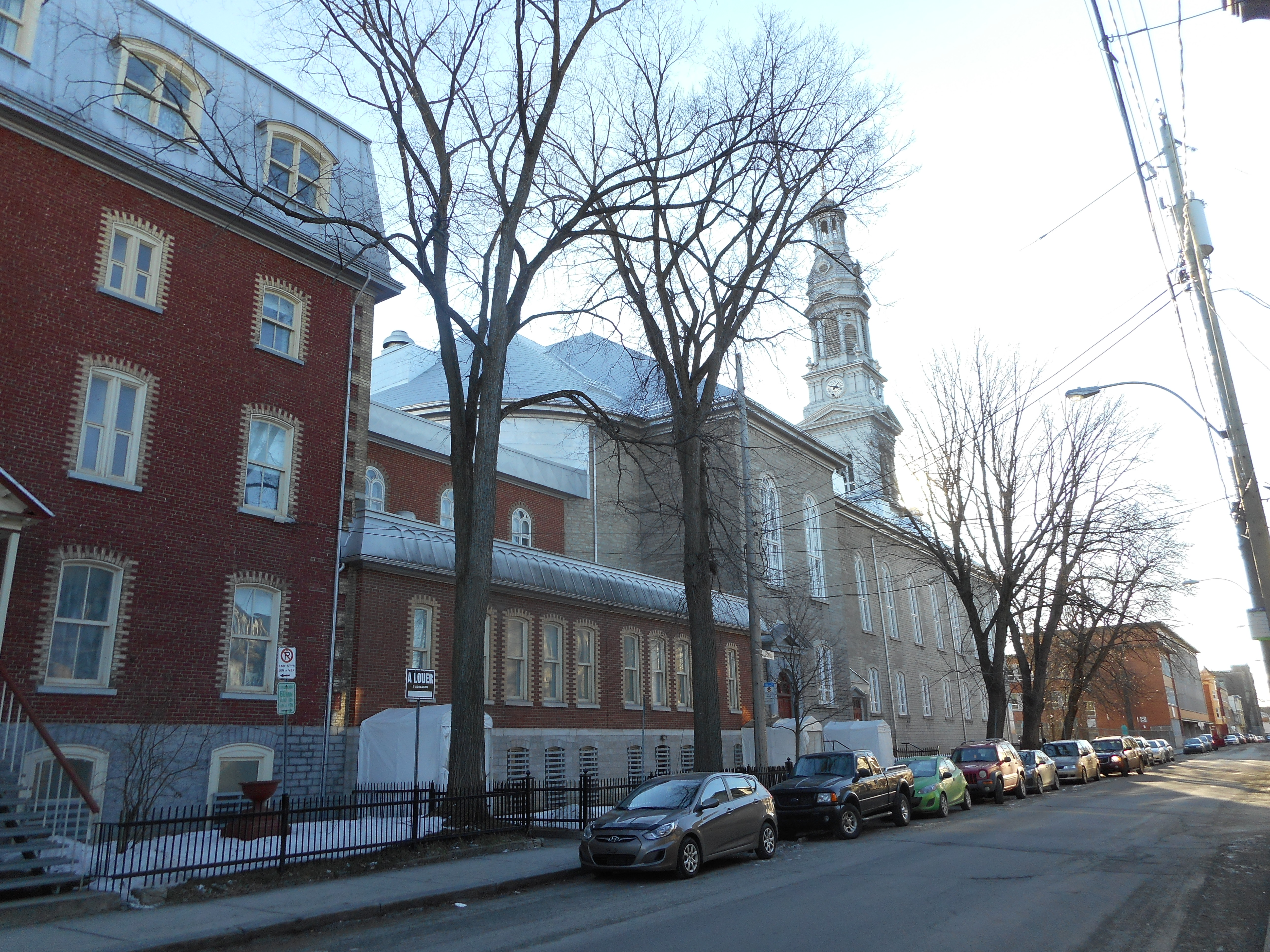
Presbytère et église
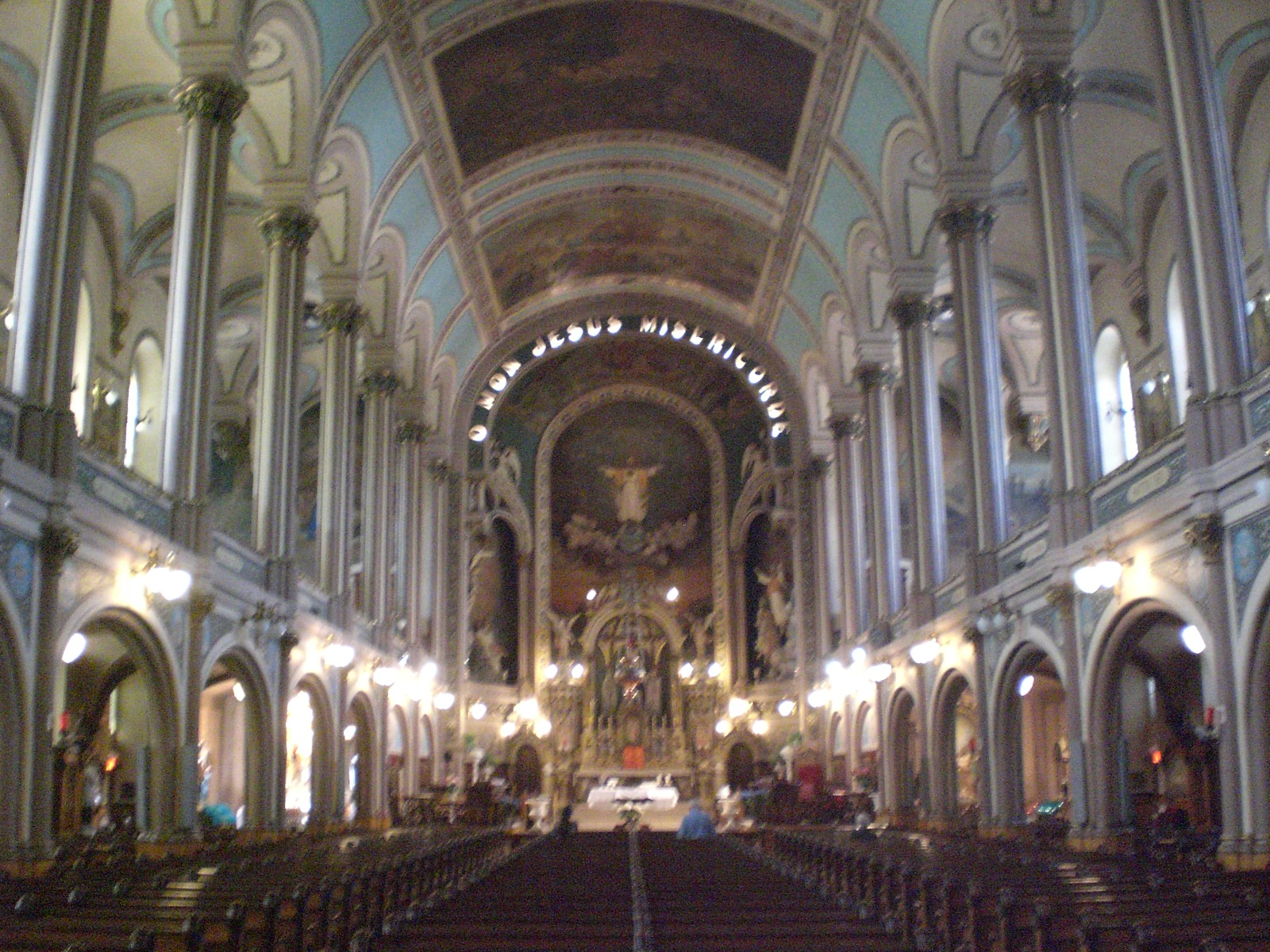
Vue intérieure

## Sources
- Orgues au Québec - Église Saint-Sauveur
- Église Saint-Sauveur | Église catholique de Québec
- Église de Saint-Sauveur - Répertoire du patrimoine culturel du Québec
- Inventaire des lieux de culte du Québec - Église Saint-Sauveur
- Le temps presse pour protéger une autre église patrimoniale de Québec | Radio-Canada.ca